# Jacques Herment
Pour les articles homonymes, voir Herment (homonymie).
Jacques Herment, né le 2 août 1925 à Bordeaux où il est mort le 18 août 2015,, est un écrivain et nouvelliste français, auteur de roman policier et de science-fiction.

## Œuvre

### Romans

#### Roman signé Jacques Herment
- Meurtres en sourdine, Transworld Publications, coll. « Cible noire » no 8 (1972)

#### Romans signés Joe Ferrucci
- La Nuit de Berlin, Transworld Publications, coll. « Cible noire » no 2 (1972)
- Voir Genève et mourir, Transworld Publications, coll. « Cible noire » no 3 (1972)

#### Roman signé Martin Blek
- Feu rouge à Hong-Kong, Transworld Publications, coll. « Cible noire » no 4 (1972)

### Nouvelles

#### Nouvelles signées Jacques Herment
- Le Bois Marie, Éditions OPTA, Mystère magazine no 164 (septembre 1961)
- Le Chien, revue Lunatique no 13 (mai 1965)
- Le Dernier Vampire, revue Lunatique no 17 (octobre 1965)
- Les Derniers Touristes de l'été, revue Lunatique no 18 (décembre 1965)
- Les Fantômes, revue Lunatique no 20 (février 1966)
- Sursis, revue Lunatique no 21 (juin 1966)
- L'Amour dans le Cosmos, revue Lunatique no 22 (juillet 1966)
- Le Condamné, revue Lunatique no 23 (août 1966)
- L'Ère post-atomique, revue Lunatique no 24 (octobre 1966)
- Carnaval sans joie, revue Lunatique no 26 (février 1967)
- Jacqueline H. Osterrath : Hystéricum, revue Lunatique no 28 (avril 1967)
- Les Chats, revue Lunatique no 30 (août 1967)
- La Chatte, revue Lunatique no 32 (octobre 1967)
- Les Mutants, revue Lunatique no 34 (décembre 1967)
- Le Camp des Lanciers, revue Lunatique no 35 (février 1968)
- Une porte de sortie, revue Lunatique no 39 (septembre 1968)
- Le Chat, revue Lunatique no 44 (mars 1969)
- Les Maudits, revue Lunatique no 45 (mai 1969)
- Chroniques bétiennes, revue Lunatique no 48 (septembre 1969)
- L'Honorable Mr Belooth, revue Lunatique no 60 (février  1971)
- Une enquête dans un fauteuil, revue Lunatique no 60 (février 1971)
- Le Temps des melons, revue Encrage no 17 bis (janvier 1988)
- Treize cent huit, LGF, Alfred Hitchcock magazine 2e série no 12 (novembre 1989), réédition revue 813 no 84 (juin 2003)
- Les Soldats, revue Phénix no 25 (décembre 1990)
- Le Territoire des Dahus, LGF, Alfred Hitchcock magazine 2e série no 24 (janvier 1991)
- Coïncidences, LGF, Alfred Hitchcock magazine 2e série no 34 (décembre 1991)
- L'Œil de chat des Basketville, dans la revue Nouvelles Nuits no 7 (1994)
- Exact, Sir, dans l'anthologie La Crème du crime, Librairie des Champs-Élysées (1994)

#### Nouvelle signée Martin Blek
- Le Vampire de Trinidad, Transworld Publications,  revue Les Espions et le Monde secret no 11 (1971)

## Sources
: document utilisé comme source pour la rédaction de cet article.
- Claude Mesplède (dir.), Dictionnaire des littératures policières, vol. 1 : A - I, Nantes, Joseph K, coll. « Temps noir », 2007, 1054 p. (ISBN 978-2-910-68644-4, OCLC 315873251), p. 958